# William Ralph Dean
William Ralph Dean (22 de gener 1907 - 1 de març 1980), més conegut com a Dixie Dean, fou un jugador de futbol anglès. Fou el més prolífic golejador de la història del futbol anglès.

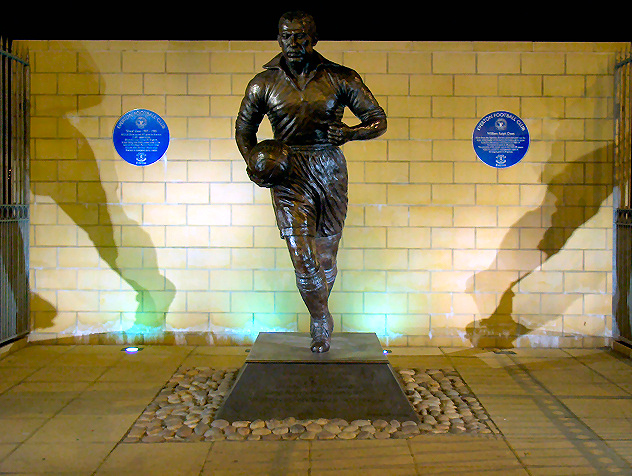
Estàtua de Dixie Dean als afores de l'estadi Goodison Park

Després de jugar al seu club local, el Tranmere Rovers, fitxà per l'Everton FC, club que pagà un traspàs de £3.000 el 1925. Ja la seva primera temporada completa causà un fort impacte marcant 32 gols. És l'únic jugador anglès que ha marcat 60 gols de lliga en una temporada. Fou la 1927-28. Al club de Liverpool guanyà dues lligues i una copa. Més tard jugà a Notts County i Sligo Rovers d'Irlanda. Acabà la seva carrera a l'Hurst FC d'una lliga local.
En total, Dean marcà 383 gols per l'Everton, en 433 partits, entre ells 37 hat-tricks. Cal destacar que mai va ser amonestat o expulsat en la seva carrera.
Disputà 16 partits amb la selecció anglesa, marcant 18 gols.
El 2002 fou el membre inaugural de l'English Football Hall of Fame. El 1998 fou escollit per la Football League a la llista de les 100 llegendes del futbol anglès.

## Palmarès
- Lliga anglesa de futbol: 2 (1928, 1932)
- Lliga de Segona Divisió: 1 (1931)
- FA Charity Shield: 2 (1928, 1932)
- FA Cup: 1 (1933)
- Central League Championship: 1 (1938)